# Таманская улица (Москва)
Тама́нская улица — главная улица в Серебряном бору Москвы (район Хорошёво-Мнёвники), проходит от Хорошёвского моста к Москве-реке. На ней находится здание управления знаменитым лесопарком. Перед зданием военкомата, где во время Великой Отечественной войны формировалось народное ополчение, стоит танк ИС-2, а напротив находится военный мемориал «Боевой путь 3-й ударной армии».

## История
В прошлом — Троицкое шоссе, получившее название по своему направлению к селу Троице-Лыково, вошедшему в 1960 году в черту Москвы. Современное название присвоено в 1963 году в честь Таманской гвардейской стрелковой дивизии. Таманская дивизия получила своё почётное наименование за героизм и умелые действия в ходе Новороссийско-Таманской операции в 1943 году.
В 1975 году на улице был установлен монумент воинам Третьей ударной армии.

## Описание
Таманская улица полностью находится в лесопарке Серебряный бор. Она начинается как продолжение проспекта Маршала Жукова за Хорошёвским мостом через канал Хорошёвского спрямления, проходит на северо-запад, справа от неё отходят 1-я и 2-я линии Серебряного Бора, затем пересекает 3-я и, наконец, налево уходит 4-я линия. Начиная от пересечения с 3-й линией, по правую руку от улицы находится берег Москвы-реки. Улица заканчивается у берега реки в зоне отдыха «Серебряный Бор-2» примерно напротив Храма Успения в Троице-Лыкове.

## Транспорт
- Автобусы т20, т21, т59, т65, т86, 390

## Примечательные здания и сооружения
По нечётной стороне:
- Дом 1В — гребной клуб «Динамо»;
- Владение 1, корпус 4 — специализированная детско-юношеская школа олимпийского резерва по водным видам спорта «Водник»;
- Владение 1 — летняя гребная база «Волна-Бор»;
- Дом 15, корпус 2 — кардиоревматологический детский санаторий № 42;
- Дом 33 — троллейбусная станция «Серебряный бор»;
- Дом 49Б — гостиница «Роял-Зенит»;
- Дом 55, корпус 5 — лодочная станция «Бездонное озеро»;
- Дом 67В — зона отдыха «Бездонное озеро»;
- Дом 71 — ГУП «Спецстройсвязь»
- Дом 107а — Бывшая дача посольства США (до 28 июня 2017 года)

По чётной стороне:
- № 2, стр. 2 — Служебный корпус (конюшня, артиллерийский склад, интендантский склад) (XIX в., архитектор Е. Д. Тюрин)
- Дом 2А, строение 1 — Государственное природоохранное учреждение управления территории памятника природы регионального значения «Серебряный бор»;
- Дом 10 — Объединённый военный комиссариат Москвы Северо-западного административного округа (Строгино, Хорошёво-Мнёвники, Щукино);

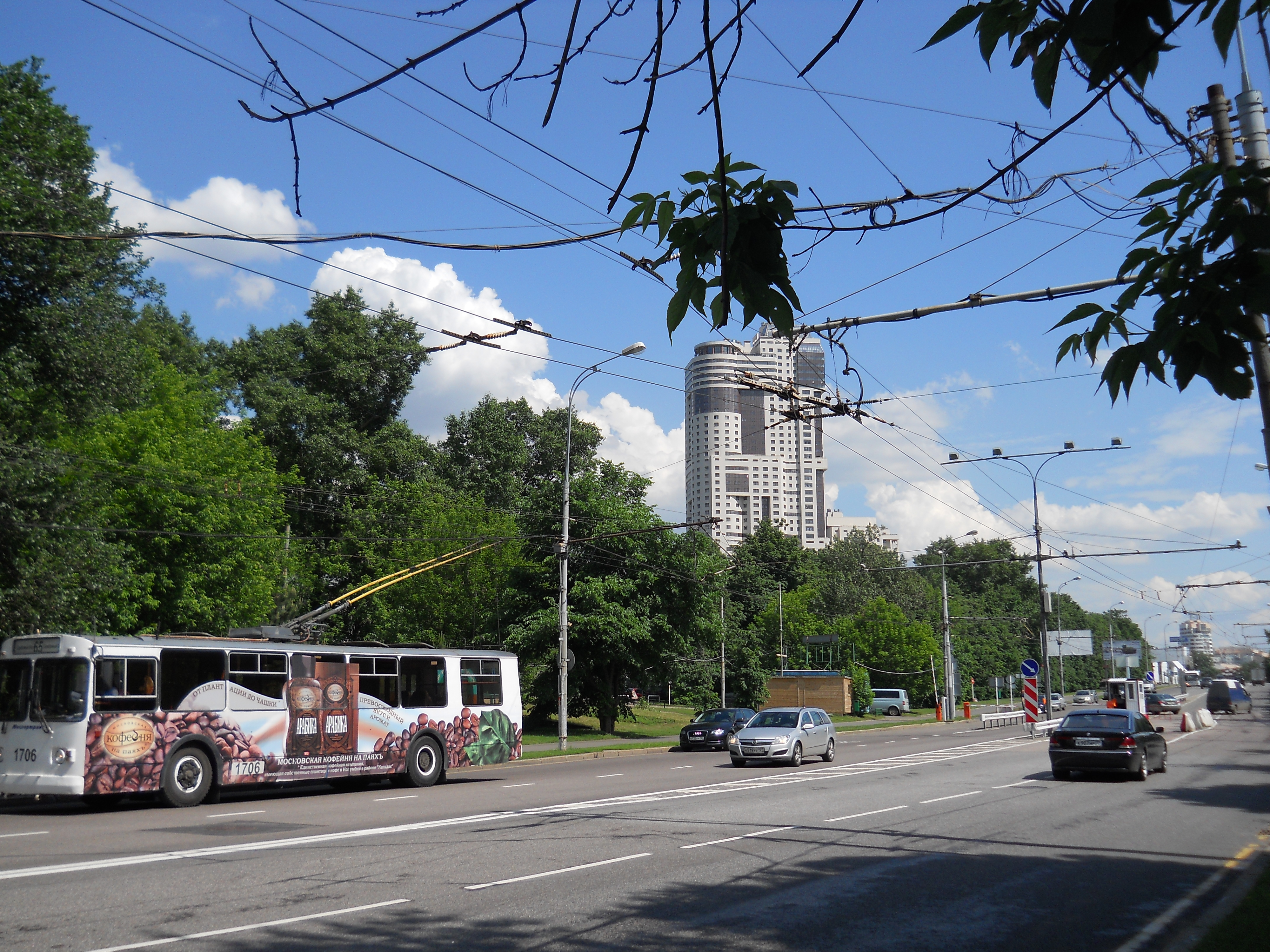
Таманская улица. Вид в сторону проспекта Маршала Жукова.
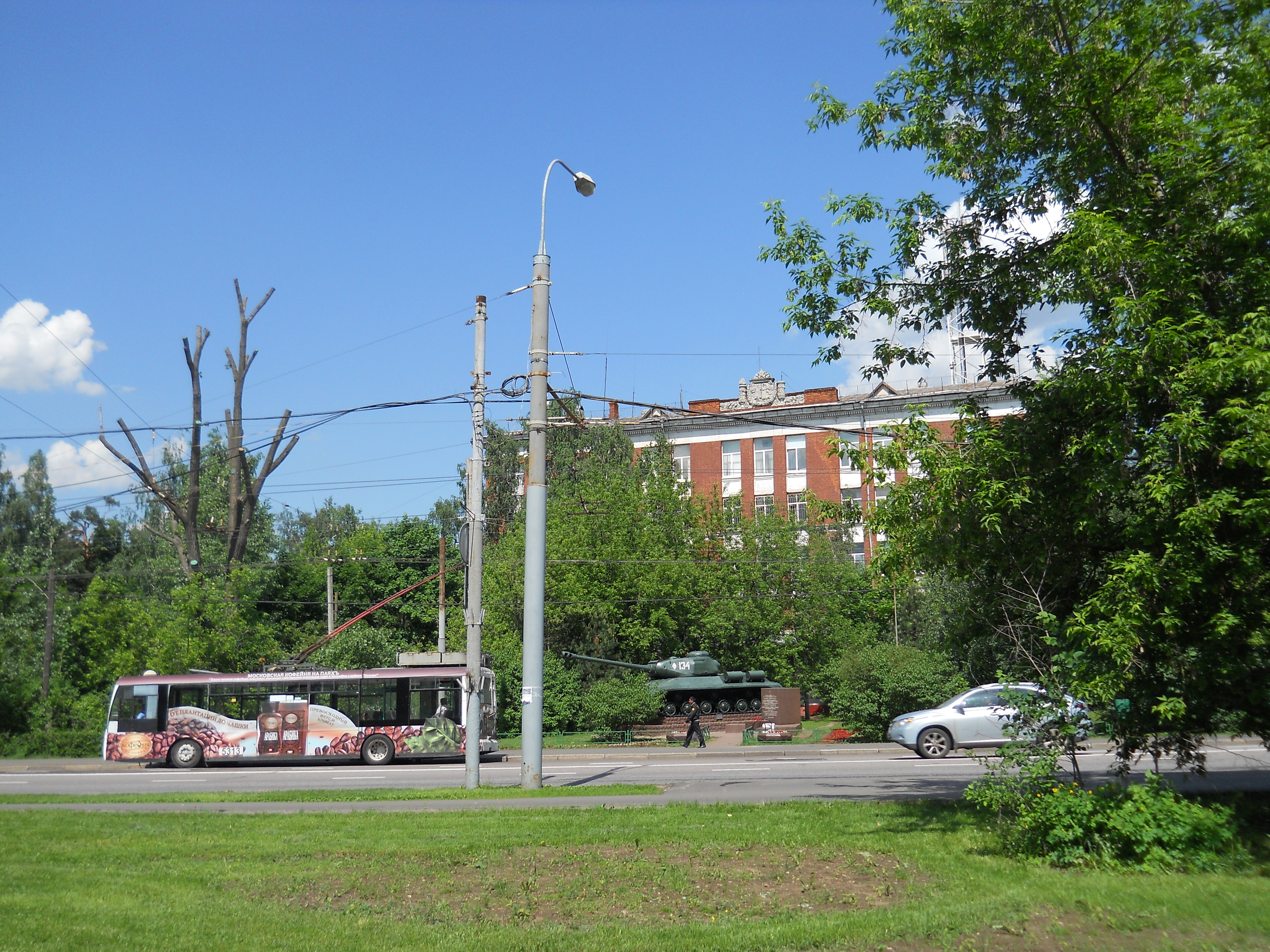
Дом 10, здание Хорошёвского военкомата.
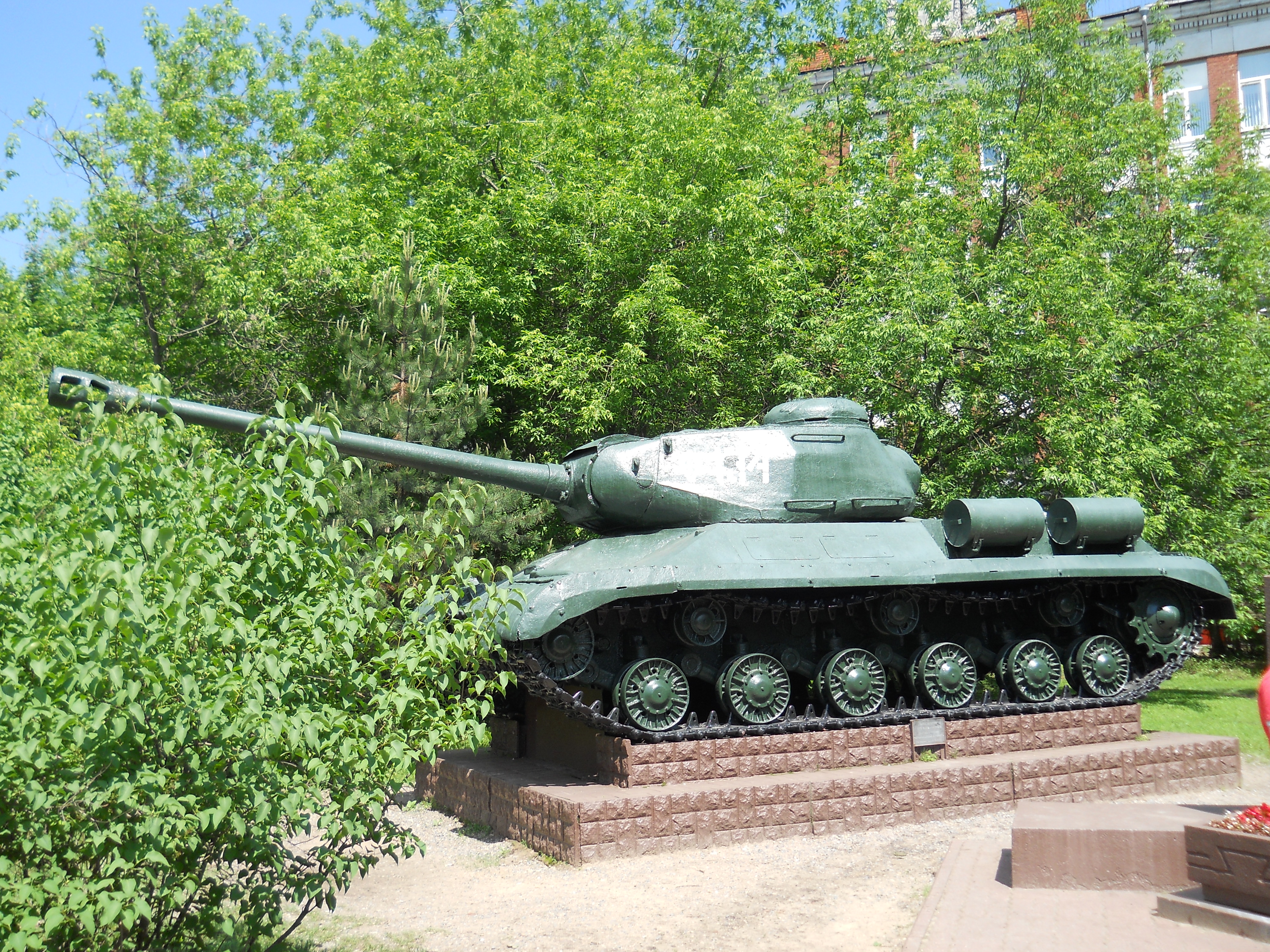
Памятник ИС-2 перед военкоматом.
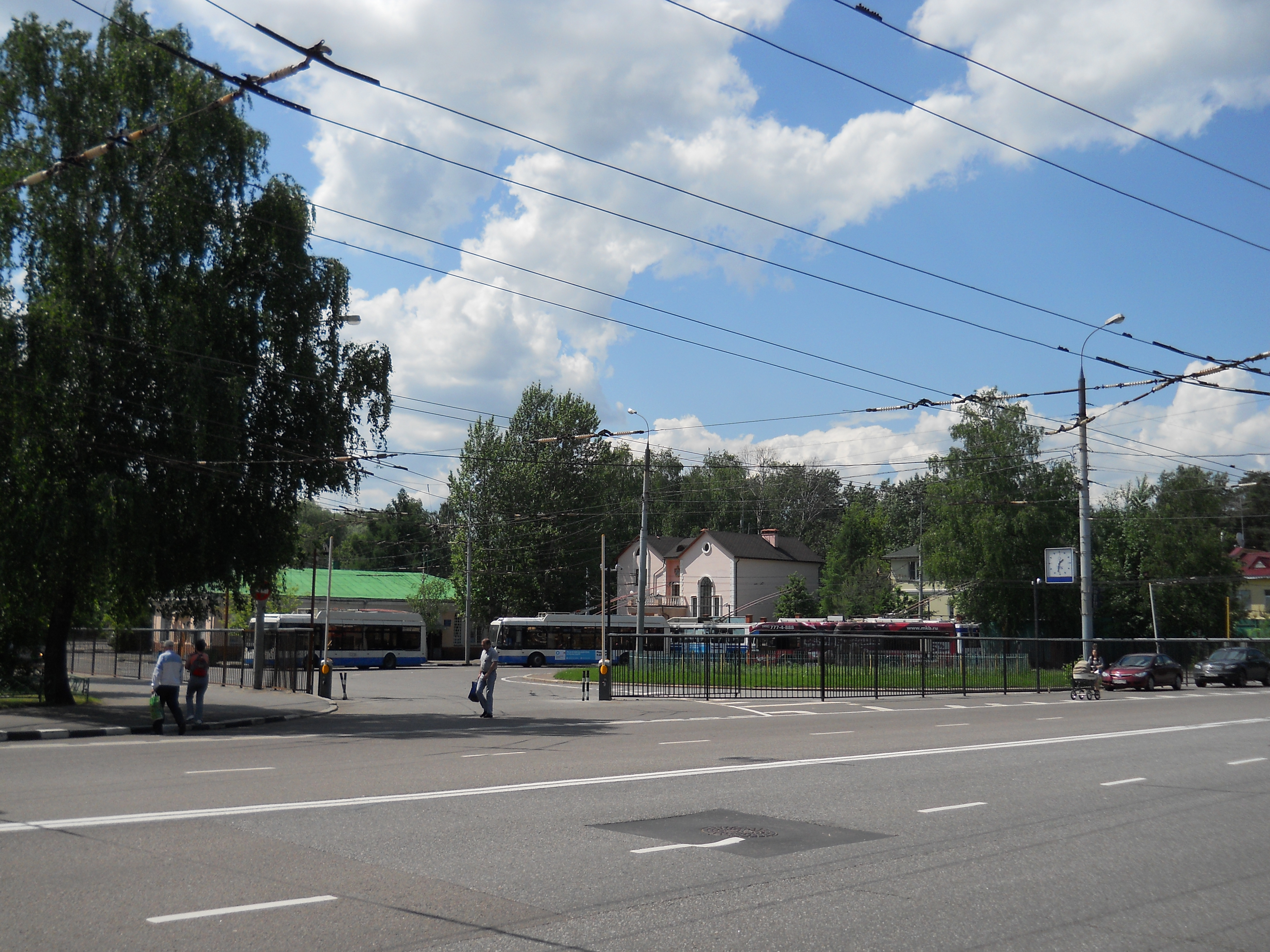
Троллейбусная станция.